# Danny (sångare)
Ilkka Johannes Lipsanen, född 24 september 1942 i Björneborg, känd under artistnamnet Danny, är en finländsk popsångare och företagare. 
Lipsanen, som på mödernet härstammar från den musikbegåvade familjen Niska (hans morfar var den ryktbare sjökaptenen Algoth Niska) inledde sin karriär 1963 som solist i gruppen Islanders och 1966 inledde han de så kallade Danny Show-turnéerna i landet, i dåtida finländskt nöjesliv banbrytande genomplanerade shower med olika teman, kännetecknade av färggrann scenografi och rivig koreografi. Flera kända kvinnliga finländska schlagersångare, samt också manliga, blev kända genom medverkan i showerna genom åren. Bland hans många hitlåtar märks Vähän ennen kyyneleitä (1966) och schlagerkompositören Veikko Samulis (född 1947) Tahdon olla sulle hellä, som spelades in 1977 i duett med Armi Aavikko (1958–2002) vald till Miss Finland samma år. Lipsanen är sedan 1966 även verkställande direktör för programbyrån D-Tuotanto. Han tilldelades musikråds titel 2002.